# 新疆农业职业技术大学
新疆农业职业技术大学是中华人民共和国的一所全日制本科公办普通高等学校，位于新疆维吾尔自治区昌吉回族自治州。
2024年6月，经教育部批准，以新疆农业职业技术学院为基础设立新疆农业职业技术大学，为新疆首所公办本科层次职业技术大学。